# Braco Dupuy
A braco Dupuy[Nota] (em francês:  braque Dupuy) é uma raça francesa antiga, da época do extinto braco Poitou, por volta de 1800. Segundo conta-se a lenda que envolve esse cão, seu nome vem de um caçador chamado Dupuy, que supostamente o teria criado, junto a seu irmão, através de cruzamentos entre uma raça africana com o braco francês. Atualmente são utilizados em caçadas com armas de fogo, graças a seu faro e sua agilidade em percorrer grandes distâncias em terrenos planos. De pelagem curta e fina, é um animal considerado grande, de personalidade digna, inteligente e ainda chamado de braco greyhound.